# دوري جنوب إفريقيا لكرة القدم 2008–09
دوري جنوب أفريقيا لكرة القدم 2008–09 (بالإنجليزية: 2008–09 Premier Soccer League)‏ هو الموسم 13 من دوري جنوب أفريقيا لكرة القدم ‏. كان عدد الأندية المشاركة فيه 16، وفاز فيه سوبر سبورت يونايتد.